# Detlef Filges
Detlef Filges ist ein emeritierter deutscher Professor für Kernphysik, der als Privatdozent am Forschungszentrum Jülich tätig war.

## Laufbahn
Filges studierte Physik an der Universität Mainz und erhielt 1977 seinen Doktortitel von der RWTH Aachen. Von 1968 bis 1972 arbeitete er bei BBC/Krupp in der Kerntechnik. Anschließend war er bis 2004 wissenschaftlicher Mitarbeiter am Institut für Kernphysik des Forschungszentrums Jülich.
Filges Forschungsgebiete umfassten Teilchen-, Reaktor- und Spallationsphysik. Zusammen mit Frank Goldenbaum ist er Autor des Lehrbuchs Handbook of Spallation Research, einem Standardwerk über Spallationsquellen.

## Werke
- Detlef Filges, Frank Goldenbaum: Handbook of Spallation Research: Theory, Experiments and Applications. Wiley-VCH-Verl, Weinheim 2009, ISBN 978-3-527-40714-9.